# Георгиос Стратинакис
Георгиос Стратинакис (на гръцки: Γεώργιος Στρατινάκης) е гръцки революционер, деец на гръцката въоръжена пропаганда в Македония в началото на XX век.

## Биография
Георгиос Стратинакис е роден през 1882 година в Ортуни, остров Крит. На 13 юни 1903 година преминава гръцко-турската граница и навлиза в Македония с подготвената от Георгиос Цондос чета, в която са и другите критяни Георгиос Перос, Евтимиос Каудис, Ламбринос Вранас, Георгиос Сейменис, Георгиос Зуридис, Георгиос Диконимос, Евстратиос Бонатос, Манусос Катунатос и Николаос Лукакис. Заедно с Германос Каравангелис развиват пропаганда в Костурско и Леринско. След избухването на Илинденско-Преображенското въстание дават сражение на българска чета на ВМОРО при Влахоклисура, а по-късно участват в опожаряването на Косинец. След това всичките критяни, без убития Георгиос Сейменис, се изтеглят от Македония, за да се завърнат през следващата 1904 година.
През август 1904 година Георгиос Стратинакис влиза отново в Македония. Участва в сражението при Статица, в което на 13 октомври 1904 е убит Павлос Мелас. След неговата смърт Георгиос Стратинакис се отказва от въоръжената борба и продължава да се занимава със земеделие. През 1948 година се установява в Ортуни, където умира през януари 1972 година. Най-големият му син е убит като правителствен войник в битката с партизаните при планината Вич през 1949 година.